# Skępe
Skępe là một thị trấn thuộc huyện Lipnowski, tỉnh Kujawsko-Pomorskie ở trung-bắc Ba Lan. Thị trấn có diện tích 7 km². Đến ngày 1 tháng 1 năm 2011, dân số của thị trấn là 3529 người và mật độ 472 người/km².